# Леонов, Денис Владимирович
Денис Владимирович Леонов (род. 18 сентября 1977, Караганда) — казахстанский и российский хоккеист, нападающий. Тренер.

## Биография
Воспитанник карагандинского хоккея. Первый тренер — Сергей Махинько, затем — Владимир Карасёв. В 1992 году играл в Кубке СНГ за усть-каменогорское «Торпедо», в финале победившее «Динамо» Москва 4:3[уточнить]. В сезонах 1993/94 — 1994/95 провёл 15 матчей за карагандинский «Строитель» в МХЛ, затем уехал в Омск. В сезонах 1995/96 — 1997/98 играл за «Авангард-2», в сезоне 1996/97 провёл 15 матчей за «Авангард». Затем выступал за СКА-«Амур» и «Амур-2» (Хабаровск, 1998/99), «Рубин» / «Газовик» Тюмень (1999/2000 — 2000/01, 2003/04), «Металлург» Серов (2001/02, 2008/09), «Мостовик» / «Зауралье» Курган (2002/03, 2004/05 — 2008/09), казахстанские клубы «Сарыарка» и «Бейбарыс» (2009/10), «Арлан» (2010/11).

### В сборных
Казахстан
- 2 место в чемпионате Азии и Океании среди юниоров 1995 года[англ.].
- 1 место в III дивизионе молодёжного чемпионата мира 1996 года.

Россия
- Победитель хоккейного турнира зимней Универсиады 2003 года.
- 2 место на Кубке Монблана в составе второй сборной.

### Тренер
Тренер в женской сборной Гонконга на чемпионате мира 2020 года в III дивизионе. Главный тренер турецкого клуба «Истанбул Бюйюкшехир» (2021/22).